# Прапор Гвардійського
Прапор Гвардійського затверджений разом з гербом Гвардійського рішенням Гвардійськоï селищноï ради N° 9-14/V 14 серпня 2007 року. Автор К. О. Куліковська.

## Опис
Червоне прямокутне полотнище зі співвідношенням сторін 2:3, від древка, на відстані | довжини прапора йде вертикальна смуга (завширшки 1/8 довжини прапора), яка складається з розташованих поперемінно чотирьох жовтогарячих та трьох чорних удвічі ширших за жовтогарячі смуг. У верхньому куті від древка герб Гвардійського з позащитовим оздобленням висотою 1/4 ширини прапора.

## Значення
Червоний колір та смуги, що утворюють гвардійську стрічку на прапорі військового містечка є даниною бойовій Славі часів ВВВ. Зараз така символіка не є актуальною.